# Sottodiciotto Filmfestival
Il Sottodiciotto Film Festival & Campus (Sotto18 o S18), noto in origine come Sottodiciotto Filmfestival – Torino Schermi Giovani, è un festival cinematografico organizzato da Aiace Torino e Città di Torino - Dipartimento Servizi Educativi che si svolge annualmente a Torino. La prima edizione è stata realizzata nel dicembre del 2000.

## Storia
Sottodiciotto Film Festival nasce nel 2000 su iniziativa dell'Aiace Torino e della Città di Torino - Divisione Servizi Educativi per presentare la produzione audiovisiva realizzata dai ragazzi sotto i 18 anni – in ambito scolastico ed extrascolastico – e il cinema legato ai temi dell'infanzia, dell'adolescenza e della gioventù. L'iniziativa ha avuto fin dall'inizio il proprio nucleo costitutivo in due sezioni competitive, il Concorso nazionale per le produzioni audiovisive realizzate dalle scuole (suddiviso nelle categorie: Infanzia e Primarie, Secondarie di I e II grado) ed un Concorso Nazionale riservato alle opere realizzate autonomamente dai giovani Under-18.
Il percorso del Festival si è poi orientato anche verso un'offerta artistica più estesa rispetto al solo concorso, che include anche proiezioni di film per le scuole, attività formative per ragazzi, insegnanti ed educatori, e una parte della programmazione rivolta a un pubblico intergenerazionale. Nel 2016 il festival cambia denominazione (Sotto18 film festival&campus) aprendosi anche al mondo universitario: il nuovo direttore è Steve Della Casa.

## Struttura del programma
Sottodiciotto Film Festival si caratterizza per una programmazione specifica per le scuole di ogni ordine e grado, con proiezioni, incontri con autori e testimoni internazionali, laboratori didattici, seminari, convegni per docenti e operatori, visite guidate. Tale sezione, che prende il nome di Sotto18 Scuola, è soprattutto rappresentata dalla presentazione dei prodotti audiovisivi selezionati per il concorso nazionale. Alle iniziative dedicate partecipano studenti provenienti dagli istituti di tutta Italia.
Da sempre caratterizzato da un tema variabile a ogni edizione, Sottodiciotto ha strutturato un'altra parte del proprio programma (che prende invece il nome di Sotto18 x Tutti) dedicando retrospettive ad autori contemporanei nelle cui opere siano presenti connessioni dirette con l'universo giovanile o con il tema scelto per l'edizione in corso, ma anche assegnando la Targa Città di Torino - Sottodiciotto Film Festival a un cineasta italiano la cui filmografia presentava affinità con le finalità della manifestazione (tra gli altri, Paolo Virzì, Marco Risi, Davide Ferrario). Attualmente, la Targa Città di Torino non viene più consegnata.
La sezione include oggi proposte inedite e presentazioni di film in anteprima, incontri e programmi speciali, ed in generale una programmazione che privilegia spunti d'attualità, opere d'impegno sociale e civile, e autori emergenti che si affermano sul piano internazionale.

### Temi del Festival
- 2000: Paura
- 2001: Cinema e musica
- 2002: Inquietudine giovanile
- 2003: Conflitto
- 2004: Sogno
- 2005: Amicizia
- 2006: Passioni
- 2007: Differenze
- 2008: Diritti
- 2009: Creatività e innovazione
- 2010: Identità
- 2011: Legalità
- 2012: Identità di genere
- 2013: Evoluzioni
- 2014: Mens sana in corpore sano
- 2015: Mi metto in gioco
- 2017: #Bewild
- 2018: Hip-hop
- 2019: Me, Myself(ie) and I
- 2020: My families
- 2021: Frames from the Future

### Anteprime e prime visioni
Edizione 2015: Registro di classe - libro primo 1900 - 1960, regia di Gianni Amelio e Cecilia Pagliarani (2015), Jennifer Lopez: Dance Again, regia di Ted Kennedy (2014), Perfect Day, regia di Fernando León de Aranoa (2015), Lila & Eve, regia di Charles Stone III (2014), Microbe et Gasoil, regia di Michel Gondry (2015), Our Little Sister, regia di Hirokazu Kore-eda (2015), Il labirinto del silenzio, regia di Giulio Ricciarelli (2014), Mozes, il pesce e la colomba, regia di Virag Zomboracz (2013), I Goonies, regia di Richard Donner (1985), Victoria, regia di Sebastian Schipper (2015), My Skinny Sister, regia di Sanna Lenken (2015), Emil und die detektive, regia di Franziska Buch (2000), I am Nojoom, Age 10 and Divorced, di Kadija Al-Salami (2014), Pasolini. Il corpo e la voce, regia di Maria Pia Ammirati, Arnaldo Colasanti e Paolo Marcellini (2015), The Lesson - Scuola di vita, regia di Kristina Grozeva, Petar Valchanov (2014). Sezione "Animazione d'autore": Adama, regia di Simon Rouby (2015), Avril et le monde truqué, regia di Franck Ekinci e Christian Desmares (2015), Sasha e il Polo Nord, regia di Rèmi Chayè (2015).
Edizione 2014: Muhammad Ali's Greatest Fight, regia di Stephen Arthur Frears (2013), Mike Tyson: tutta la verità, regia di Spike Lee (2013), Eden, regia di Mia Hansen-Løve (2014), Wish I was here, regia di Zach Braff (2014), regia di The Face of an Angel, Michael Winterbottom (2014), Respire, regia di Mélanie Laurent (2014), White Bird in a blizzard, regia di Gregg Araki (2014), Girlhood, regia di Céline Sciamma (2014), 	Still Alice, regia di Richard Glatzer e Wash Westmoreland (2014), Free Entry, regia di Yvonne Kerékgyártó (2014), Sunshine on leith, regia di Dexter Fletcher (2013), La vita è facile ad occhi chiusi, regia di David Trueba (2013). Sezione "Animazione d'autore": Yellowbird, regia di Christian De Vita (2014), Un gatto a Parigi, regia di Jean-Loup Felicioli e Alain Gagnol (2010), Song of the Sea, regia di Tomm Moore (2014), O menino e o mundo, regia di Alê Abreu (2013).

## Direzione e sostegni istituzionali
Sottodiciotto Film Festival è un progetto realizzato da Aiace Torino, da Città di Torino - Direzione Cultura Educazione e Gioventù e di ITER - Istituzione Torinese per una Educazione Responsabile, con l'adesione del Presidente della Repubblica. 

Si avvale del patrocinio del Ministero dell'Istruzione, dell'Università e della Ricerca - Ufficio Scolastico per il Piemonte - Direzione Generale, della Commissione Nazionale Italiana per l'UNESCO, del Comitato Italiano per l'UNICEF Onlus e di INDIRE - Istituto Nazionale di Documentazione, Innovazione e Ricerca Educativa.
Il Festival è realizzato con contributi del MiBACT - Direzione Generale Cinema, della Regione Piemonte, della Città di Torino, della Compagnia di San Paolo e della Fondazione CRT.